# Гидойнш
Гидойнш (порт. Guidões)  —  район (фрегезия) в Португалии,  входит в округ Порту. Является составной частью муниципалитета  Трофа. Находится в составе крупной городской агломерации Большой Порту. По старому административному делению входил в провинцию Дору-Литорал. Входит в экономико-статистический  субрегион Аве, который входит в Северный регион. Население составляет 1906 человек на 2001 год. Занимает площадь 4,16 км².